# Mürzsteg
Mürzsteg är en ort i kommunen Neuberg an der Mürz i distriktet Bruck-Mürzzuschlag i förbundslandet Steiermark i Österrike. 
Mürzsteg var tidigare en självständig kommun, men blev 1 januari 2015 en del av Neuberg an der Mürz.
Kommunen bestod av nio orter (Ortschaften) (inom parentes invånarantal 1 januari 2024):

- Dobrein (72)
- Dürrenthal (9)
- Frein an der Mürz (35)
- Kaltenbach (2)
- Lanau (45)
- Mürzsteg (146)
- Niederalpl (10)
- Scheiterboden (38)
- Tebrin (4)